# 1987 у телебаченні
Список 1987 у телебаченні описує події у сфері телебачення, що відбулися 1987 року.

## Події

### Без точних дат
- Початок аналогового мовлення телеканалу «ЦТ-2» на 33 ТВК в Ужгороді[1].